# Antonio Herin
Antoine Jean Baptiste "Antonio Giovanni Battista" Herin (pron. fr. AFI: [ɑ̃twan eʁɛ̃]) (Valtournenche, 13 gennaio 1900 – Pontey, 2 giugno 1990) è stato un fondista e sciatore di pattuglia militare italiano.

## Biografia
Nato nel 1900 a Valtournenche, in Valle d'Aosta, a 24 anni partecipò ai primi Giochi olimpici invernali, quelli di Chamonix-Mont-Blanc 1924, chiudendo 13º nella 18 km con il tempo di 1h33'06"4.
4 anni dopo fu invece riserva nella competizione dimostrativa di pattuglia militare alle Olimpiadi di Sankt Moritz 1928.
Ai campionati italiani vinse 1 argento nella 50 km nel 1928 e 1 argento nella 18 km nel 1929.
Morì nel 1990, a 90 anni.